# Anna Hamilton Geete
Anna Charlotta Hamilton Geete, född Hamilton 2 mars 1848 på Blombergs säteri i Husaby socken i Västergötland, död 24 februari 1913 i Borås, var en svensk författare, översättare och tecknare.

## Biografi
Hamilton Geete var dotter till landshövdingen i Upplands län Adolf Ludvig Hamilton och Agnes Geijer (Erik Gustaf Geijers enda dotter). Hon föddes på egendomen Blomberg och bodde där till 1863, då familjen flyttade till Uppsala. Redan som barn på Kinnekulle var hon intresserad av läsning och teckning. Under barndomen kom Hamilton Geete i kontakt med Edward Nonnens familj på Degeberg och där grundlades hennes intresse för engelsk litteratur och det engelska språket, som kom att bli ett andra modersmål. Sina enda utlandsresor företog hon 1861–1863, då hon tre gånger besökte Tyskland tillsammans med modern. Hon gifte sig 1876 med provinsialläkaren Gustaf Vilhelm Geete (1841–1916) efter en tioårig förlovningstid och hon blev svägerska till Robert Geete. De flyttade till Delsbo där maken blev distriktsläkare. Kontrasten var stor mellan vardagen i Delsbo och hennes tidigare liv som herrgårdsfröken och dotter på länsresidenset. Geetes flyttade 1879 till Skellefteå och senare blev maken provinsialläkare i Hjo. De flyttade slutligen till Borås 1893. 
Som konstnär utförde Hamilton Geete huvudsakligen teckningar, men även enstaka porträtt och landskapsmålningar i akvarell. Hennes anlag för teckning och målning fick dock inte utvecklas under tiden som elev för Egron Lundgren med flera i Stockholm, utan hon fick istället avsmak för bildkonsten. 
Därför kom hon istället att ägna sig åt litteraturen och översättningar. Hennes första översättning var av Skizzer och berättelser av Bret Harte 1873 och den kom att följas av närmare trettio verk av engelskspråkiga författare som Rudyard Kipling och Mark Twain. Hon är även för memoarverket I solnedgången (4 band, 1910–1914), där hon skildrar sin morfar Erik Gustaf Geijer och det Geijerska hemmet under morfaderns sista årtionde i livet, vilket utkom i flera upplagor.
Anna Hamilton Geete är begravd på Sankta Birgittas griftegård i Borås.

## Priser och utmärkelser
- 1901 – Letterstedtska priset för översättningar av engelska och amerikanska skönlitterära arbeten

### Översättningar (urval)
- Alexander (1893). Krokvägar : roman. Stockholm: Askerberg. Libris 1620793
- Anstey, F (1887). En fallen afgud. Stockholm: Geber. Libris 1620898
- Auerbach, Berthold (1891). Josef i snön. Universal-bibliotek. Ny följd ; 4. Stockholm: Fahlcrantz. Libris 1627182
- Harte, Bret (1873-1889). Skizzer och berättelser. 1-2. Stockholm: Hæggström. Libris 2009612
- Kipling, Rudyard (1897). Mörker : en lifsbild. Stockholm: Gernandt. Libris w53sh8c6tmc128bw
- Marriott, Crittenden (1911). De döda skeppens ö (The isle of dead ships). Stockholm: Nordiska förlaget. Libris 1636905
- Murray, Christie (1893). I röfvarehänder : roman. Stockholm: Askerberg. Libris 1625016
- Philips, Francis Charles (1888). Maskstungen : spegelbilder ur nutidslifvet. Stockholm: Geber. Libris 1625523
- Ségur, Sophie de (1875). En åsnas lefnadsöden. Barn- och ungdomsbiblioteket Iduna ; 7. Stockholm: Centraltryckeriet. Libris 3045151
- Stevenson, Robert Louis (1897). Hemligheten med doktor Jekyll : berättelse. Stockholm: C. & E. Gernandt. Libris 10473440
- Twain, Mark (1885). Huckleberry Finns äfventyr. Stockholm: Seligmann. Libris 1497443
- Ward, Humphry (1893). David Grieves historia : roman. Stockholm: Geber. Libris 1627328
- Woolson, Constance Fenimore (1894). Anne : roman. Stockholm: Hökerberg. Libris 1627590

Se vidare: Svenskt översättarlexikon.